# Terrazzo, Verona
Terrazzo là một đô thị ở tỉnh Verona trong vùng Veneto của Ý, có cự ly khoảng 80 km về phía tây nam của Venice và khoảng 45 km về phía đông nam của Verona. Tại thời điểm ngày 31 tháng 12 năm 2004, đô thị này có dân số 2.336 người và diện tích là 20,5 km².
Đô thị Terrazzo có các frazioni (đơn vị trực thuộc, chủ yếu là các làng) Begosso and Nichesola.
Terrazzo giáp các đô thị: Badia Polesine, Bevilacqua, Boschi Sant'Anna, Castagnaro, Castelbaldo, Legnago, Merlara, Urbana và Villa Bartolomea.